# G-Surfers
Pour les articles homonymes, voir HSX.
G-Surfers (HSX: Hypersonic.Xtreme en Amérique du Nord) est un jeu vidéo de course développé par Blade Interactive et édité par Midas Interactive Entertainment, sorti en 2002 sur PlayStation 2.

## Accueil
- IGN : 5/10[1]
- Jeuxvideo.com : 8/20[2]